# Пошгрун
По̀шгрун (на норвежки: Porsgrunn) е град и едноименна община в Южна Норвегия. Разположен е на брега на фиорда Лангесунсфьор около устието на река Тине във фюлке Телемарк. За първи път се споменава като населено място през 1576 г. от писателя Педер Клаусьон Фриис. Получава статут на община на 1 януари 1838 г. Има жп гара и пристанище. Пошгрун е известен със своята тежка индустрия и производството на порцеланови изделия. Население от 34 294 жители според данни от преброяването към 1 юли 2008 г. В статистическите данни за Норвегия образуват заедно със съседния град-сателит Шиен населено място с население от 86 300 жители.

## Личности
Родени
- Йорген Юве (1906 – 1983), норвежки футболист-национал

## Побратимени градове
- Пори, Финландия
- Мерща, Швеция
- Сундсвал, Швеция
- Сьонърбор, Дания